# Santo Espírito
Santo Espírito ist eine Gemeinde (Freguesia) im Kreis (Concelho) von Vila do Porto, auf der portugiesischen Azoren-Insel Santa Maria. In der Gemeinde leben 597 Menschen (Stand 19. April 2021) auf 26,7 km². Die Bevölkerungsdichte beträgt 22 Einwohner pro km².

## Söhne und Töchter
- António de Sousa Braga (1941–2022), katholischer Bischof von Angra